# فرودگاه شهری ریو ویستا
 فرودگاه شهری ریو ویستا (به انگلیسی: Rio Vista Municipal Airport) یک فرودگاه همگانی است که یک باند فرود آسفالت دارد و طول باند آن ۱۲۸۰ متر است. این فرودگاه در کشور ایالات متحده آمریکا قرار دارد و در ارتفاع ۶٫۱ متری از سطح دریا واقع شده است.